# Kevin Phillips (Publizist)
Kevin Price Phillips (* 30. November 1940 in Manhattan; † 9. Oktober 2023 in Naples) war ein US-amerikanischer Publizist und Politik-, Wirtschafts- und Geschichtskommentator.

## Leben
Kevin Phillips war politischer Berater für die Republikanische Partei, insbesondere Wahlkampfberater von Richard Nixon bei der Präsidentschaftswahl 1968. In diesem Zusammenhang gilt er als einer der wichtigsten Köpfe, die die Idee der Southern Strategy vertraten und verbreiteten. Diese politische Strategy formulierte er in einem Buch The Emerging Republican Majority. Er vertrat hierin die These, dass die Republikanische Partei mit einer gegen die Bestrebungen der afroamerikanischen Bürgerrechtsbewegung gerichteten Politik die konservativen Wähler im Süden der USA für sich gewinnen und damit die Präsidentschaftswahlen gewinnen könnten. 1970 sagte er in einem Interview mit dem New York Times Magazine:

All the talk about Republicans making inroads into the Negro vote is persiflage. Even 'Jake the Snake' [Senator Jacob Javits of New York] only gets 20 percent. From now on, Republicans are never going to get more than 10 to 20 percent of the Negro vote, and they don't need any more than that... but Republicans would be shortsighted if they weakened the Voting Rights Act. The more Negroes who register as Democrats in the South, the sooner the Negrophobe whites will quit the Democrats and become Republicans. That's where the votes are. Without that prodding from the blacks, the whites will backslide into their old comfortable arrangement with the local Democrats.

„All das Gerede über die Republikaner, die Einbrüche durch die Wahlbeteiligung der Neger habe, ist eine Persiflage. Sogar 'Jake the Snake' [Senator Jacob Javits aus New York] kriegt nur 20 Prozent. Von jetzt an werden Republikaner nie mehr als 10 bis 20 Prozent der Neger-Stimmen bekommen und sie brauchen auch nicht mehr. Aber Republikaner wären kurzsichtig, wenn sie den  Voting Rights Act bekämpften. Je mehr Neger sich als Demokraten im Süden einschreiben, desto schneller werden die anti-schwarzen Weißen die Demokraten verlassen und Republikaner werden. Da sind die (Wähler)Stimmen. Ohne dieses Drängen der Schwarzen werden die Weißen wieder in ihr altes komfortables Auskommen mit den lokalen Demokraten zurückfallen.“

In den letzten zwei Jahrzehnten wandte er sich jedoch von seiner ehemaligen Partei ab und wurde zu einem ihrer schärfsten Kritiker. Er schreibt regelmäßig für die Los Angeles Times und das National Public Radio.